# Friedrich Wilhelm Klatt
Pour les articles homonymes, voir Klatt.
Friedrich Wilhelm Klatt (1825-1897) est un botaniste allemand ayant surtout vécu à Hambourg, spécialisé dans l'étude des plantes africaines.